# The Swing of Delight
The Swing of Delight – album Carlosa Santany wydany w 1980 roku.

## Lista utworów
Opracowano na podstawie materiału źródłowego.
1. „Swapan Tari” (Chimnoy)
2. „Love Theme from 'Spartacus'” (North)
3. „Phuler Matan” (Chimnoy)
4. „Song for My Brother” (Santana)
5. „Jharna Kala” (Chimnoy)
6. „Gardenia” (Santana)
7. „La Llave” (Santana)
8. „Golden Hours” (Santana)
9. „Shere Khan, the Tiger” (Shorter)

## Twórcy
Opracowano na podstawie materiału źródłowego.
- Carlos Santana – wokal, gitara
- Salvador Chimnoy – gitara basowa
- Phil North – gitara
- Lars Shorter – perkusja
- Wayne Shorter – saksofon

## Listy sprzedaży
| Lista         | Kraj              | Pozycja |
| ------------- | ----------------- | ------- |
| Billboard 200 | Stany Zjednoczone | 65      |